# قصر المخرم
قصر المخرم قرية سورية تتبع ناحية صوران في منطقة مركز حماة في محافظة حماة. بلغ عدد سكانها 552 نسمة في عام 2004 حسب إحصاء المكتب المركزي للإحصاء.

## وصلات خارجية
- الوحدات الإدارية في محافظة حماة نسخة محفوظة 18 أبريل 2019 على موقع واي باك مشين.